# L'Amour aux trousses (film, 2005)
Pour les articles homonymes, voir L'Amour aux trousses.
Pour plus de détails, voir Fiche technique et Distribution.
L'Amour aux trousses est un film français réalisé par Philippe de Chauveron, tourné en 2004 et sorti en 2005.

## Synopsis
Deux collègues de la brigade des stups partagent tout au point que l'un « emprunte » la femme de l'autre.

## Fiche technique
Sauf indication contraire, les informations mentionnées dans cette section peuvent être confirmées par la base de données cinématographiques IMDb,  présente dans la section « Liens externes ».
- Titre original : L'Amour aux trousses
- Réalisation : Philippe de Chauveron
- Scénario : Philippe de Chauveron et Guy Laurent
- Musique : Marc Chouarain
- Décors : Denis Mercier
- Costumes : Christel Birot
- Photographie : Christophe Paturange
- Son : Dominique Warnier, Christian Fontaine, Carl Goetgheluck
- Montage : Manuel De Sousa
- Production : Thomas Anargyros et Édouard de Vésinne
- Sociétés de production[1] : Gaumont, en coproduction avec Cipango Productions Audiovisuelles et M6 Films, avec la participation de Canal+, M6, TPS Star et Sofica Sogécinéma 3
- Sociétés de distribution[2],[3] : Gaumont Columbia Tristar Films (France) ; Les Films de l'Elysée (Belgique) ; Pathé Films AG (Suisse romande)
- Budget : 5,33 millions d’ €[4]
- Pays de production :  France
- Langue originale : français
- Format[2] : couleur - 35 mm - 1,85:1 (Panavision) - son Dolby Digital
- Genre : comédie policière, comédie romantique
- Durée : 93 minutes
- Dates de sortie[5] :
  - France : juin 2005 (Festival du film de Cabourg) ; 29 juin 2005 (sortie nationale)
  - Belgique, Suisse romande : 29 juin 2005[6],[7]
- Classification[8] :
  - France : tous publics[9]
  - Belgique : tous publics (Alle Leeftijden)[6]
  - Suisse romande : interdit aux moins de 12 ans[10]

## Distribution
- Jean Dujardin : Franck
- Pascal Elbé : Paul
- Caterina Murino : Valeria
- François Levantal : Carlos
- Claude Brasseur : Jacques Pellegrin
- Tarubi Wahid Mosta : le Brésilien
- Cyril Lecomte : Pistachio
- Patrick Rocca : Morizot
- Jean-Luc Porraz : Michelet
- Frédéric Maranber : Luc
- Gérard Dubouche : Milion
- Constantine Attia : le viking
- Frédéric Saurel : le réceptionniste hôtel
- Dominique Bettenfeld : Pardo
- Thierry René : Patrick
- Dominique Zardi : Papy Beldent
- Atmen Kelif : le passager du train
- Hervé Duchemin : le client du restaurant

## Distinctions
En 2006, L'Amour aux trousses a été sélectionné 2 fois dans diverses catégories et n'a remporté aucune récompense.

### Nominations
- Bidets d'Or 2006 : Bidet d'Or du couple à l'écran pour Pascal Elbé et Jean Dujardin.
- Gérard du cinéma 2006 : Plus mauvais film avec Jean Dujardin.

## Autour du film
- Un des lieux de tournage est le Quartier de l'Ayguade à Hyères (Var), lieu près duquel avaient tourné Gilles Grangier, Jean Gabin et Bernard Blier (entre autres) en 1961 pour le long métrage le cave se rebiffe[12].